# OpenMandriva Lx
OpenMandriva Lx je název linuxové distribuce publikované pod hlavičkou neziskové organizace OpenMandriva.

## Původ distribuce
OpenMandriva Lx je komunitou vytvořená distribuce Linuxu. Původ této distribuce je vytvořen na základě Mandriva Linux, OpenMandriva distribuce byla vytvořena v květnu 2012. Kdy společnost Mandriva SA oznámila zrušení vývoje komunitní verzí distribuce svého operačního systému Mandriva Linux, toto oznámení bylo z důvodu zabránění bankrotu společnosti. První stabilní verze (OpenMandriva Lx 2013 „Oxygen“) byla vydána koncem roku 2013.

## OpenMandriva Associace
The OpenMandriva Associace byla vytvořena 12. prosince 2012 jako nezisková organizace podle francouzského zákona „Association loi de 1901“. Dohlíží na zastupování OpenMadriva Community, která je tvořena komunitou lidí z celého světa, kteří jsou vášniví příznivci svobodného softwaru a poskytují novou tvorbu společně se svobodným kódem a vytvářejí společný obsah. Spravují svobodné softwarové projekty včetně OpenMadriva Lx. 

## Verze
Koncem roku 2013 byla vydána první verze OpenMandriva Lx. Byla vytvořena na základech distrubuce Mandriva Linux 2011, který byla vytvořená sloučením Rosa Linux a Mandriva SA.
OpenMandriva Lx 2014 „Phosphorus“ byla vydána 1. května 2014. Toto vydání získalo hodně pozitivní hodnocení od jednoho ze zakladatelů distribuce Mandrake Linux Gaëla Duvala.
OpenMandriva Lx 2014.1, vydání opravující chyby pro 2014.0, vyšla 26. září 2014. Vydání OpenMandriva Lx 2014.2 se objevilo 29. června 2015.
Aktuálně poslední verzí systému je OpenMandriva Lx 3.0 z 13. srpna 2016. Systém je kompilován s LLVM/Clang a vedle x64 přichází také ve verzi pro i586. Mezi novinkami je desktop LXQt, podpora souborového systému F2FS či webový prohlížeč Qupzilla (na bázi QtWebEngine).